# Ugo Vernieri
Ugo Vernieri (fl. XX secolo) è stato un calciatore italiano, di ruolo centrocampista.

## Carriera
Ha giocato in massima serie nella stagione 1923-1924, nella quale ha giocato 7 partite senza mai segnare, e nella stagione 1924-1925, nella quale ha giocato 5 partite senza mai segnare.